# Wilhelm Jordan (Maler)
Wilhelm Jordan (* 25. Mai 1871 in Stargard in Pommern; † 28. Juli 1927 in Glasow bei Mahlow, Teltow, Potsdam) war ein deutscher Maler, Zeichner, Illustrator und Zeichenlehrer. Jordan spezialisierte sich früh auf die Porträtmalerei und betrieb nach der Jahrhundertwende im wilhelminischen Berlin eine eigene Mal- und Zeichenschule. Ab 1906 unterrichtete er zusätzlich an der Königlichen Kunstschule zu Berlin, zunächst unter dem Direktorat von Viktor Paul Mohn, später – bis zu seinem frühen Tode – unter Philipp Franck.

## Leben und Werk
Aufgewachsen in Breslau war sich Jordan schon früh bewusst, dass er Kunstmaler werden wollte, musste diesen Berufswunsch aber erst gegen den Widerstand seiner Eltern durchsetzen. Seine Ausbildung begann 1890 bei Albrecht Bräuer an der Kunstschule in Breslau, wo er bereits mit späteren Künstlern wie Hans Dreßler, Fritz Erler, Heinrich Wolff und Karl Holleck-Weithmann zusammentraf. Im Frühjahr 1892 wechselte er an die Berliner Akademie in die Malklasse Joseph Scheurenbergs, um sich in der Technik der Ölmalerei ausbilden zu lassen. Hier lernte er die Berliner Künstler Martin Brandenburg und Hans Baluschek kennen, mit denen er durch eine langjährige Freundschaft verbunden blieb. 1894/95 schloss Jordan seine Studien an der Akademie in München unter Carl von Marr ab und ließ sich 1896 endgültig in Berlin nieder. Gemeinsam oder wechselweise mit Baluschek, Brandenburg und Holleck-Weithmann unternahm er immer wieder kleinere Ausstellungen, etwa in der Galerie Fritz Gurlitt, dem Salon Ribera oder im Salon Keller & Reiner. Die Gründung der Berliner Secession unter Max Liebermann eröffnete auch den debütierenden Künstlern neue Möglichkeiten und so konnte Jordan seit der Eröffnung der Secession hier immer wieder ausstellen – etwa seine im Erzbergwerk Rammelsberg bei Goslar entstandene Bleistiftzeichnung „Schichtwechsel“, die vom Verlag Franz Jäger, Goslar und Berlin, reproduziert und vertrieben wurde und im Goslarer Raum eine gewisse Verbreitung fand. In seinem Bestreben, möglichst „naturwahr“ zu arbeiten war Jordans großes Vorbild in der Kunst Adolph von Menzel. Jordans Tendenz zur möglichst realistischen Darstellung barg jedoch für die Porträtmalerei ein Problem. Nicht jeder mochte sich so dargestellt sehen, auch wenn ein Kritiker meinte, dass Jordan den Ausdruck der Seele und des Charakters der Dargestellten zu treffen wusste.
Zeitweise arbeitete Jordan als Illustrator für Bücher und Zeitschriften. 1897/98 begann er eine Tätigkeit bei dem kurzlebigen Berliner Blatt „Das Narrenschiff. Blätter für fröhliche Kunst“. Hier wirkte er – unter anderem neben Lyonel Feininger – bis zur Einstellung des Blattes im Frühjahr 1899 regelmäßig mit. Im Jahre 1902 wurde er kurzzeitig für das bekannte Witzblatt „Lustige Blätter“ tätig. Später – während des Ersten Weltkrieges – zeichnete er für die vom Wirtschaftlichen Verband bildender Künstler herausgegebenen „Künstlerblätter zum Krieg“, dem „Wachtfeuer“. Hier fertigte er ausschließlich Porträtskizzen bekannter Persönlichkeiten für die Titelblätter des Heftes. Aufgrund seiner treffsicheren und charakteristischen Zeichnungen trat nach dem Krieg die Deutsche Allgemeine Zeitung (DAZ) an ihn heran, um regelmäßig Porträtskizzen für die Zeitung zu erstellen.
Um sich gegen die Wechselfälle des künstlerischen Erfolges abzusichern, begründete Jordan bereits gegen Ende des Jahres 1903 eine eigene Mal- und Zeichenschule. Sein Talent zum Zeichenlehrer führte einige Jahre später zu einer Anstellung – zunächst als Hilfslehrer – an der Königlichen Kunstschule in der Klosterstraße. Im Jahre 1913 wurde er hier zum Professor ernannt. Kriegsbedingt erhielt er seine Festanstellung jedoch erst 1920 – an der nun Staatlichen Kunstschule zu Berlin. Diese Stellung behielt er bis zu seinem Tod im Jahre 1927.

## Werke

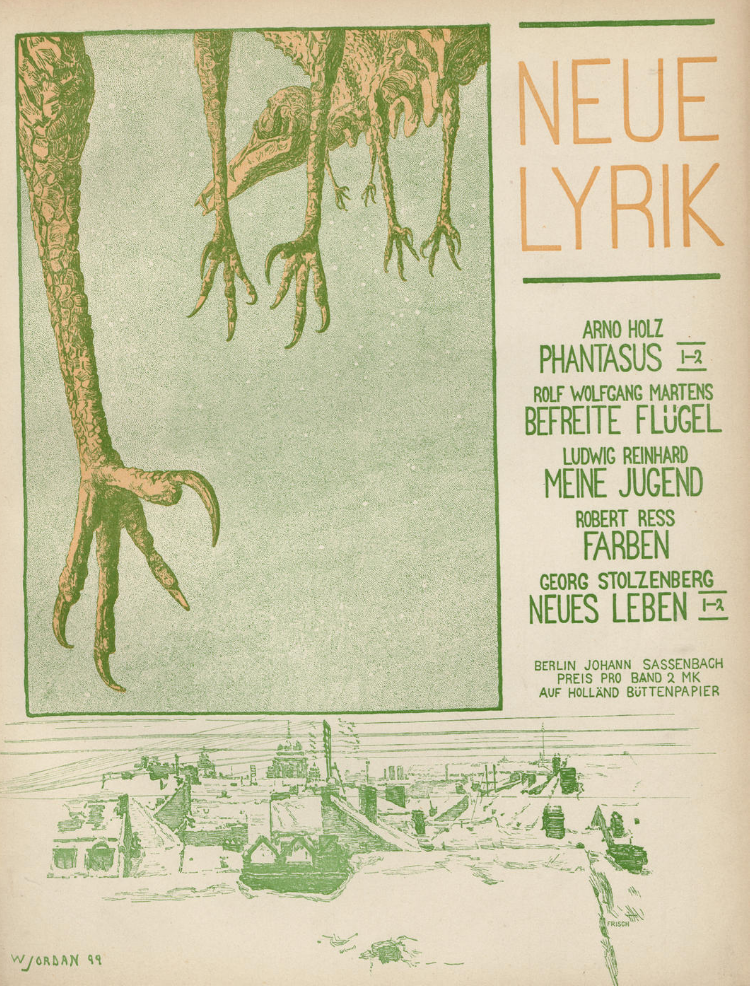
Plakat, 1899, Einlage in der Kunst- und Literaturzeitschrift Pan

Als seine Hauptwerke führte Jordan selbst an:
- Pastellporträt des Geheimen Oberregierungsrates und ersten Direktors der Berliner Nationalgalerie Max Jordan (Museum der bildenden Künste, Leipzig)[6]
- Lithografie: Dame mit Fox (Buchgewerbemuseum Leipzig, 1943 vernichtet)
- drei Porträts der Direktoren der Posener Landschaft.

Von ihm ferner:
- zwei Zeichnungen „Bergmannsbilder“ (1945 im Kupferstichkabinett Berlin verschollen), darunter „Schichtwechsel“[7]
- Pastellporträt des Kunstschriftstellers Franz Servaes[8]
- Pastellporträt Walther Jordan[9] (Museum der Bildenden Künste, Leipzig)
- Pastellportrait des Malers Martin Brandenburg[10]
- Ölporträt Anna Jäger[11]
- Porträt des Amtsrichters Franz Jordan[12]
- weitere Lithografien: Schiffe, Bergwerk, Bergleute, Mädchen mit Muff, Lindenalle bei Schwabing
- Ölporträt Direktor Max Jordan (Staatliche Museen zu Berlin – Preußischer Kulturbesitz)[13]
- Hotelgarten im Herbst[14]
- Rast am Walde[15]